# Йоакам (Техас)
Йоакам (англ. Yoakum) — місто (англ. city) в США, в округах Лавака і Девітт штату Техас. Населення — 5908 осіб (2020).

## Географія
Йоакам розташований за координатами 29°17′36″ пн. ш. 97°8′49″ зх. д. / 29.29333° пн. ш. 97.14694° зх. д. (29.293204, -97.147010).  За даними Бюро перепису населення США в 2010 році місто мало площу 11,88 км², з яких 11,86 км² — суходіл та 0,02 км² — водойми.

## Демографія
Згідно з переписом 2010 року, у місті мешкало 5815 осіб у 2114 домогосподарствах у складі 1449 родин. Густота населення становила 489 осіб/км².  Було 2494 помешкання (210/км²).
Расовий склад населення:
| - 72,2 % — білих - 10,3 % — чорних або афроамериканців - 0,3 % — корінних американців - 0,2 % — азіатів - 13,9 % — осіб інших рас |

До двох чи більше рас належало 3,0 %. Частка іспаномовних становила 43,8 % від усіх жителів.
За віковим діапазоном населення розподілялося таким чином: 29,0 % — особи молодші 18 років, 54,9 % — особи у віці 18—64 років, 16,1 % — особи у віці 65 років та старші. Медіана віку мешканця становила 35,3 року. На 100 осіб жіночої статі у місті припадало 92,7 чоловіків;  на 100 жінок у віці від 18 років та старших — 88,4 чоловіків також старших 18 років.
Середній дохід на одне домашнє господарство  становив 44 842 долари США (медіана — 37 649), а середній дохід на одну сім'ю — 50 209 доларів (медіана — 40 702). Медіана доходів становила 32 114 долари для чоловіків та 24 612 долари для жінок. За межею бідності перебувало 13,0 % осіб, у тому числі 14,8 % дітей у віці до 18 років та 10,8 % осіб у віці 65 років та старших.
Цивільне працевлаштоване населення становило 2532 особи. Основні галузі зайнятості: виробництво — 21,6 %, освіта, охорона здоров'я та соціальна допомога — 14,7 %, будівництво — 13,0 %.